# Aleh Butkiewicz
Aleh Butkiewicz (ur. 18 marca 1972 w Brasławiu) – białoruski duchowny rzymskokatolicki, biskup diecezjalny witebski od 2014, zastępca przewodniczącego Konferencji Episkopatu Białorusi w latach 2015–2021, przewodniczący Konferencji Episkopatu Białorusi od 2021.

## Życiorys
Po maturze studiował na Państwowym Uniwersytecie Techniczno-Rolniczym, gdzie w 1994 uzyskał tytuł magistra inżynierii mechanicznej. Następnie wstąpił do Wyższego Seminarium Duchownego w Grodnie. Święcenia kapłańskie otrzymał 13 maja 2000. Był wikariuszem w Nowopołocku i Miorach, a następnie proboszczem w Bieszenkowiczach i w Ulle. Od 2003 roku był proboszczem parafii św. Antoniego Padewskiego w Witebsku oraz dziekanem dekanatu Witebsk północny. 
29 listopada 2013 papież Franciszek mianował go biskupem diecezjalnym Witebska. Sakry biskupiej udzielił mu 18 stycznia 2014 abp Claudio Gugerotti – nuncjusz apostolski na Białorusi.
W herbie biskupa znajduje się Matka Boska Brasławska.
W ramach Konferencji Episkopatu Białorusi został 3 czerwca 2015 zastępcą przewodniczącego Konferencji Episkopatu. 14 kwietnia 2021 został wybrany przewodniczącym Konferencji Episkopatu.